# 아산만로
아산만로(Asanman-ro)는 충청남도 아산시 도고면 금산리교차로에서 아산시 도고면을 잇는 17.058km 도로이다. 

## 주요 경유지
충청남도
- 아산시 (도고면 · 선장면 · 인주면)

## 노선
| 이름             | 접속 노선                        | 소재지 | 소재지 | 비고 |
| ---------------- | -------------------------------- | ------ | ------ | ---- |
| 금산리 교차로    | 국도 제21호선 (온천대로)         | 아산시 | 도고면 |      |
| 신언리삼거리     | 도고면로                         | 아산시 | 도고면 |      |
| 건널목삼거리     | 서들남로                         | 아산시 | 도고면 |      |
| 군덕교           |                                  | 아산시 | 도고면 |      |
|                  | 선장면                           | 아산시 |        |      |
| 신언 교차로      | 도고온천로                       | 아산시 |        |      |
| 군덕 교차로      | 선장로                           | 아산시 |        |      |
| 선장사거리       | 지방도 제645호선 (서부남로)      | 아산시 |        |      |
| 선창 교차로      | 국가지원지방도 제70호선 (면천로) | 아산시 |        |      |
| 대흥삼거리       | 서부북로                         | 아산시 |        |      |
| 인주대교         |                                  | 아산시 | 인주면 |      |
| 인주대교         |                                  | 아산시 | 인주면 |      |
| 선인교삼거리     | 지방도 제624호선 (인주로)        | 아산시 | 인주면 |      |
| 현대자동차사거리 | 현대로1029번길 대음남길76번길    | 아산시 | 인주면 |      |
| 문방삼거리       | 아산만로1578번길                 | 아산시 | 인주면 |      |
| (이름없음)       | 인주산단로                       | 아산시 | 인주면 |      |
| 영인산로와 직결  |                                  |        |        |      |

## 주요 시설및 건물
- 도고면 주민자치센터 (아산만로 134/신언리 102-7)
- 아산쇼타임 코미디홀 (아산만로 171/신언리 94-5)
- 청솔약국 (아산만로 176/신언리 138-6)
- 성모병원 (아산만로 177/신언리 94-36)
- 농협 선도농협 본점 (아산만로 182/신언리 137-3)
- 아산서부신협 (아산만로 192/신언리 137-8)
- 아산레일바이크 (아산만로 199-7/신언리 142-1)
- CU 아산레일바이크점 (아산만로 215/신언리 142-8)
- 도고소망교회 (아산만로 226/신언리 182-3)
- 아산성심학교 (아산만로 368/군덕리 191-2)
- 오토오아시스 선장사거리점 (아산만로 548/선창리 352-13)
- 부영카센터 (아산만로 558/선창리 341-28)
- S-OIL 베스트 주유소 (아산만로 582/선창리 321/선창리 321-3)
- 선도농협 선장지점 경제사업장 (아산만로 599/군덕리 443-7)
- 농협 선도농협 주유소 (아산만로 603/군덕리 443-8)
- GS칼텍스 경민주유소 (아산만로 697/궁평리 157-3)
- 알뜰 대흥주유소 (아산만로 770/대흥리 300-41)
- 서부카센터 (아산만로 787/가산리 512-1)
- GS칼텍스 가산주유소 (아산만로 971/가산리 16-3)
- CU 아산인주점 (아산만로 1250/대음리 56-14)
- 인주사랑교회 (아산만로 1365/대음리 266-2)
- 현대오일뱅크 공단주유소 (아산만로 1368/대음리 264-1)
- 네오 전기차주유소 (아산만로 1371/대음리 267)
- S-OIL 아이마스터주유소 (아산만로 1482/문병리 386-1)
- HD현대오일뱅크 문방스타주유소 (아산만로 1504/문방리 381-4)
- HD현대오일뱅크 인주만주유소 (아산만로 1614/문방리 88-4)
- GS25 인주중앙점 (아산만로 1679/걸매리 183-23)
- 이마트24 아산인주센터즴 (아산만로 1690/밀두리 136-6)
- CU 인주중앙점 (아산만로 1698/밀두리 135-3)
- 신협 아산북부밀두지점 (아산만로 1703/밀두리 131-1)
- 세븐일레븐 아산밀두점 (아산만로 1703/밀두리 131-1)